# SN 2008do
SN 2008do – supernowa typu II-P odkryta 20 czerwca 2008 roku w galaktyce M+05-31-123. W momencie odkrycia miała maksymalną jasność 18,40m.